# In der Höhle der Löwin
In der Höhle der Löwin ist ein deutscher Fernsehfilm von Helmut Metzger aus dem Jahr 2003. Jennifer Nitsch und Rosemarie Fendel sind als streitbares Mutter-Tochter-Gespann in den Hauptrollen besetzt.

## Handlung
Dr. Maja von Wiesenthal ist als passionierte Chirurgin 32 Stunden im Bereitschaftsdienst tätig, dem sie dann auch noch sehr oft eine Schicht im Rettungswagen anhängt. Viel Zeit für ihr Privatleben lässt sie nicht zu, und so lässt sie sogar ihren Freund Frijo zu ihrem Jahrestag einfach sitzen. Frijo will so nicht weiterleben und entschließt sich Maja zu verlassen. Da sie aber nie für ihn Zeit hat und er seine Entscheidung ihr gar nicht klar machen kann, spielt er einen Herzanfall vor, damit der Notarztwagen kommen muss und Maja ihm endlich mal zuhören muss. Sie hält das ganze für einen Scherz, doch als sie den Ernst der Lage erkennt, zieht ihr das den Boden unter den Füßen weg. Trost findet sie bei der Arbeit, aber auch bei ihrer Mutter Charlotte. Die entscheidet sich nun, nachdem ihre Mitbewohnerin nach einem Unfall für längere Zeit ins Krankenhaus muss, zu ihrer Tochter zu ziehen. Maja ist davon alles andere als begeistert. Zwischen dem Mutter-Tochter-Gespann kommt es im Alltag zu der ein oder anderen Kabbelei, die sie mit ihrer Arbeit als Chirurgin kompensiert. Ihr Kollege Dr. Nick Freiberg macht ihr jedoch klar, dass sie froh darüber sein sollte noch eine Mutter zu haben. Und so versucht sie, sich mit ihrer Mutter zu arrangieren, was ihr nicht gerade leicht fällt. Charlotte möchte Maja helfen ihren Frijo zurückzugewinnen und rät ihr ihn eifersüchtig zu machen. Auf der Arbeit hätte sie doch jede Gelegenheit einen Mann dafür zu finden. Und wer weiß, vielleicht gefällt der ihr ja dann sogar noch besser als ihr Exfreund. Um Frijo mit Majas angeblichen neuen Verehrer zu konfrontieren, nimmt sie bei im Computerunterricht. Dazu muss er natürlich zu Charlotte kommen und trifft dort unweigerlich auf Maja, die allerdings ohne Begleitung nach Hause kommt. Beide streiten sich und nichts ist besser geworden. Charlotte ist davon überzeugt nicht aufzugeben und einen neuen Versuch zu starten. Nur leider kann Maja keinen ihrer Arbeitskollegen dazu bringen sich mit ihr einzulassen. Das überzeugt sie davon nun ernsthaft um Frijos Liebe zu kämpfen. Damit hat sie zunächst keinen Erfolg, denn als sie ihm gegenüber damit argumentiert, nur so ihre Mutter wieder los zu werden, lehnt er natürlich ab zu Maja zurückzukommen.
Bei all ihren Misserfolgen spricht sich Maja immer wieder mit ihrer Mutter aus, was beide einander ein wenig näher bringt. Beide sprechen erstmals ernsthaft über Majas Vater, den sie nie so richtig kennengelernt hatte, weil er zu früh starb. Charlotte lobt ihn in den höchsten Tönen, um dessen Liebe sie auch lange hätte kämpfen müssen. Während Maja im Internet über ihren Vater zu recherchieren versucht, nutzt Charlotte die Zeit, um für ihre Tochter einen neuen Mann zu finden. Per Annonce sucht sie geeignete Kandidaten, die Maja aber komplett ablehnt. Als sie dann auch noch herausfindet, dass ihr angeblicher Vater, Bodo von Wiesenthal, gar nicht ihr Vater sein kann und die Geschichten ihrer Mutter über ihn erfunden sind, kommt es zu einem großen Streit. Charlotte muss Maja nun die Wahrheit sagen, denn ihr biologischer Vater war Manfred Fels, der Verlobte von Charlottes bester Freundin, den sie deshalb nicht heiraten konnte, weil ihre Mutter strikt dagegen war. In ihrer Trauer um Manfred hatte sie sich mit Bodo arrangiert, dem eine normale Ehe für seine politische Karriere wichtig war. Bei all den Erinnerungen erleidet Charlotte einen Schwächeanfall. Maja gelingt es derweil ihren Vater ausfindig zu machen, der sich in einem Altersheim befindet und seit 30 Jahren geschieden ist. Dieser staunt nicht wenig darüber eine Tochter zu besitzen und auch für Charlotte ist die Begegnung mit ihrer großen Liebe überraschend. Trotz der vielen Jahre, die sie sich nicht gesehen haben, ist der Zauber von damals zurück. Maja lässt die beiden allein und fährt zu Frijo. Sie gesteht ihm ihre Liebe und dass sie nun endlich weiß, was sie an ihm hat. Frijo, der ja nie aufgehört hat Maja zu lieben merkt, dass sie sich tatsächlich verändert hat und ist bereit, es noch einmal mit ihr zu versuchen.

## Produktionsnotizen
Die Dreharbeiten für In der Höhle der Löwin erstreckten sich vom 24. Oktober 2002 bis zum 20. November 2002 und fanden in Berlin statt. Für die Produktion zeichnete die Ziegler Film unter Federführung von Produzentin Regina Ziegler verantwortlich.
Die Uraufführung des Films fand am 30. Juni 2003 auf dem Filmfest München statt. Die Erstausstrahlung erfolgte am 5. September 2003 zur Hauptsendezeit auf Das Erste.

## Kritiken
Der Deutsche Filmdienst schrieb: „Nachdem eine arbeitswütige Berliner Ärztin von ihrem Geliebten verlassen wurde, zieht die Mutter bei der Mittdreißigerin ein. Obwohl die Frauen ein eher gespanntes Verhältnis haben, entwickelt die rüstige alte Dame Pläne, wie ihre Tochter den Geliebten zurückgewinnen kann. Was beide nicht wissen: Für den Mann sollte die Trennung nicht von Dauer sein, er wollte der Medizinerin nur einen Denkzettel verpassen. Romantische Komödie mit genreüblichen Komplikationen, die einmal mehr zwischen Karriere und Liebe abwägen lässt, um eine versöhnliche Geschichte um Freundschaft, Familie und Vertrauen zu erzählen.“
Die Kritiker der Fernsehzeitschrift TV Spielfilm nanten den Film kurz und prägnant: „Charmante Liebeswirren mit Tiefgang“